# Snaresbrook (Metropolitano de Londres)
Snaresbrook é uma estação do Metropolitano de Londres na Central line, localizada na área de Snaresbrook, no Leste de Londres. A estação fica na Zona 3/4, entre as estações Leytonstone e South Woodford.

## História
A estação foi inaugurada pela Eastern Counties Railway em 22 de agosto de 1856 como parte de sua filial para Loughton, que foi inaugurada naquele dia. Originalmente chamada de Snaresbrook, a estação foi renomeada várias vezes: Snaresbrook for Wanstead em 1857; Snaresbrook and Wanstead em novembro de 1898; Snaresbrook for Wanstead em 1929; e Snaresbrook em 14 de dezembro de 1947. A estação fazia parte do sistema da Great Eastern Railway até que a empresa fundiu-se com outras ferrovias para criar a London & North Eastern Railway (LNER) em 1923. A estação foi posteriormente transferida para fazer parte da linha central do metrô de Londres a partir de 14 de dezembro de 1947. Isso fazia parte da longa planejada e atrasada Extensão Leste da linha Central que fazia parte do "New Works Programme" da London Passenger Transport Board de 1935–1940.
A estação foi parcialmente reconstruída em 1893, sendo a característica mais notável a provisão de uma plataforma de baía que permaneceu em uso até a transferência para o metrô.
A estação é um excelente sobrevivente de uma estação suburbana vitoriana, com adições posteriores, e inclui um edifício de estação construído em tijolos, bem como extensas coberturas de ferro fundido e madeira nas plataformas. Uma pequena bilheteria secundária, servindo as plataformas no sentido oeste, foi construída em c.1948, mas agora não é usada. Destacam-se ainda, datados da mesma data, os exemplares das roundels de concreto (alguns conjugados com postes de iluminação) encontradas nas plataformas.
Em 2018, foi anunciado que a estação ganharia acessibilidade até 2023–24, como parte de um investimento de £ 200 milhões para aumentar o número de estações acessíveis no metrô.

## A estação hoje
Além do edifício principal, uma saída alternativa aberta nos horários de pico da manhã está disponível diretamente no lado sul da Wanstead High Street, com outra aberta o dia todo no lado norte da mesma estrada acessível por meio de uma passarela paralela à ferrovia.

## Conexões
A linha de ônibus de Londres W14 serve a estação.

## Galeria

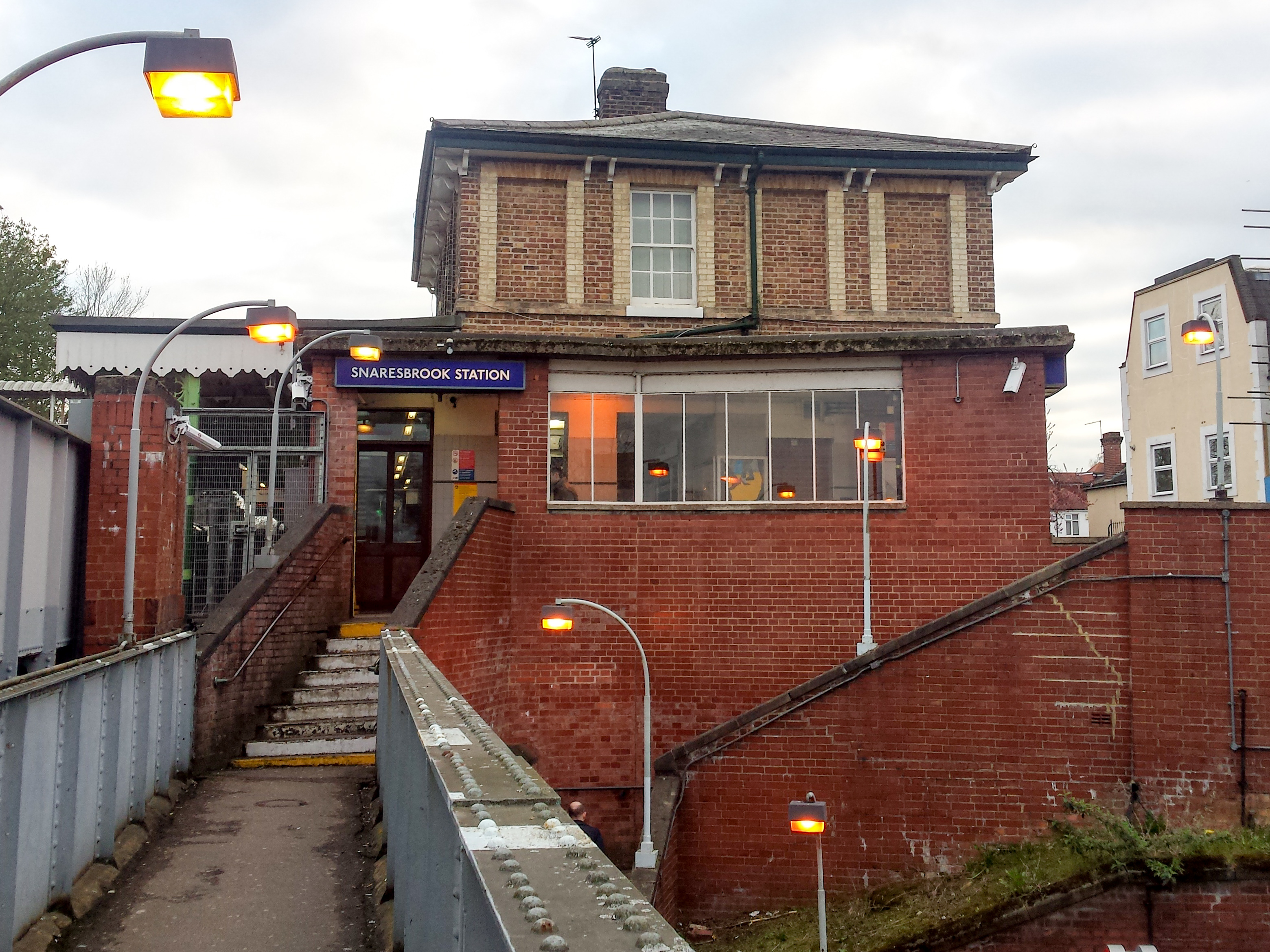
Entrada alternativa via passarela
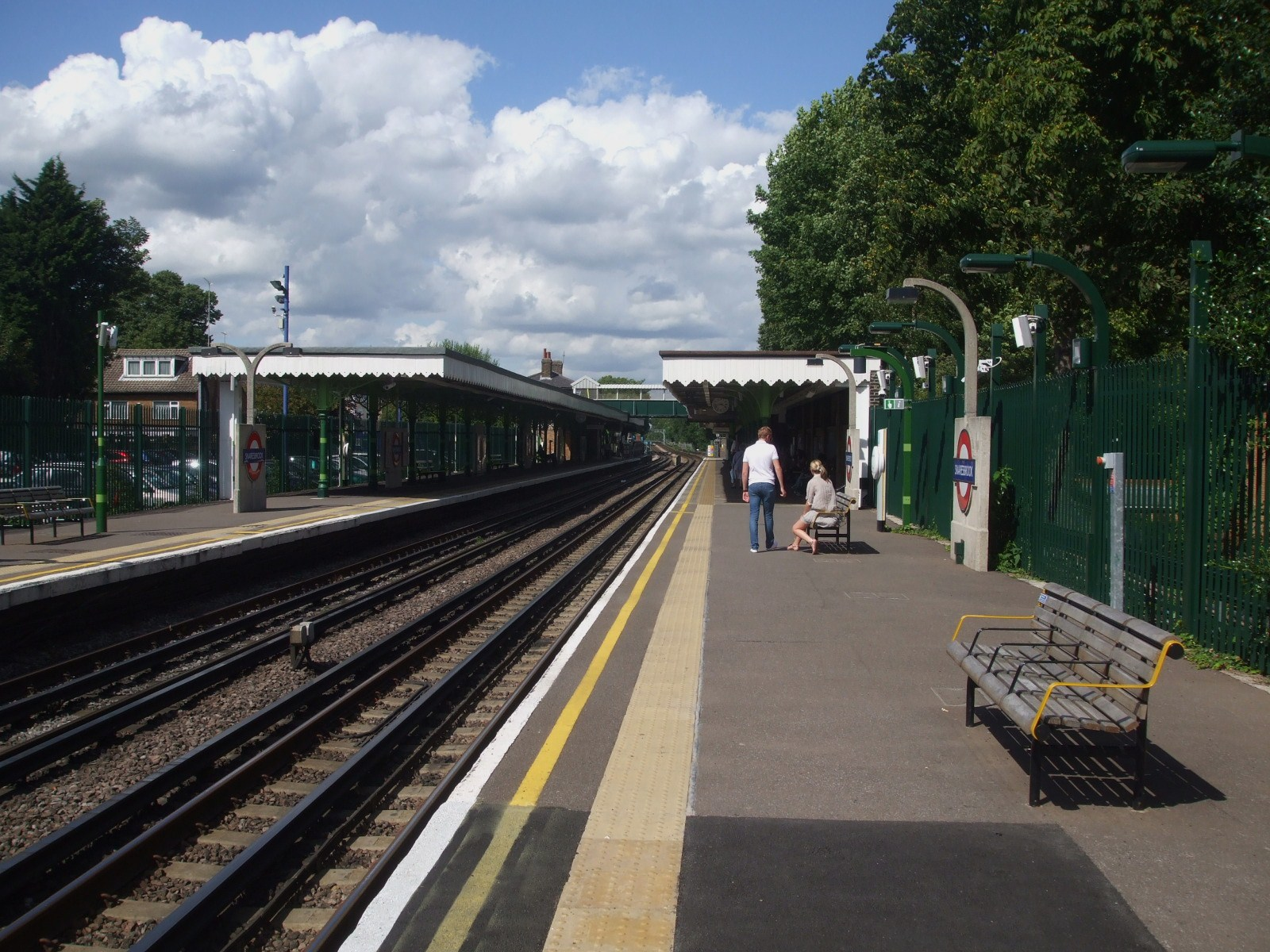
Olhando para o norte ("leste")
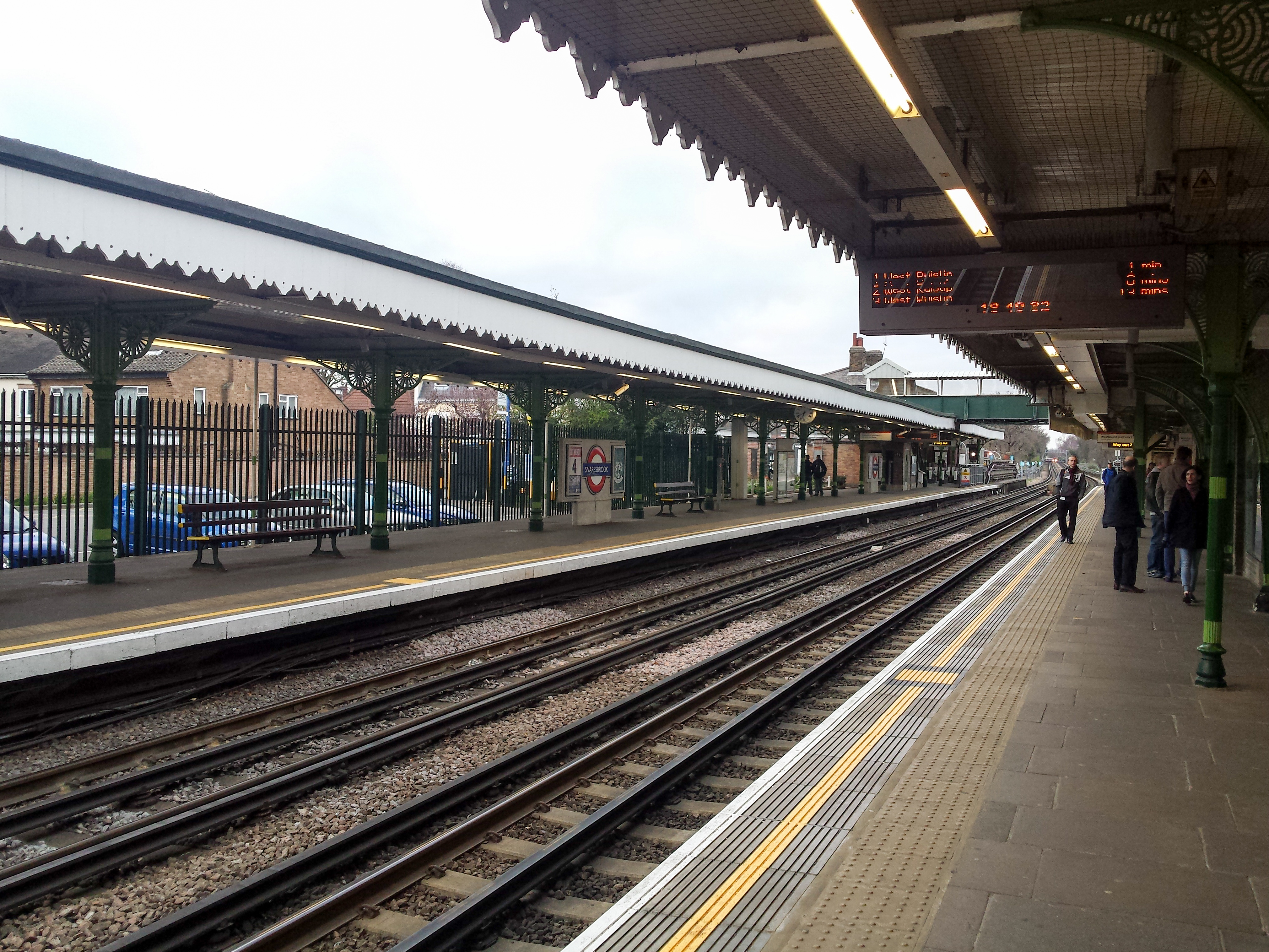
Olhando para o sul ("no sentido oeste")
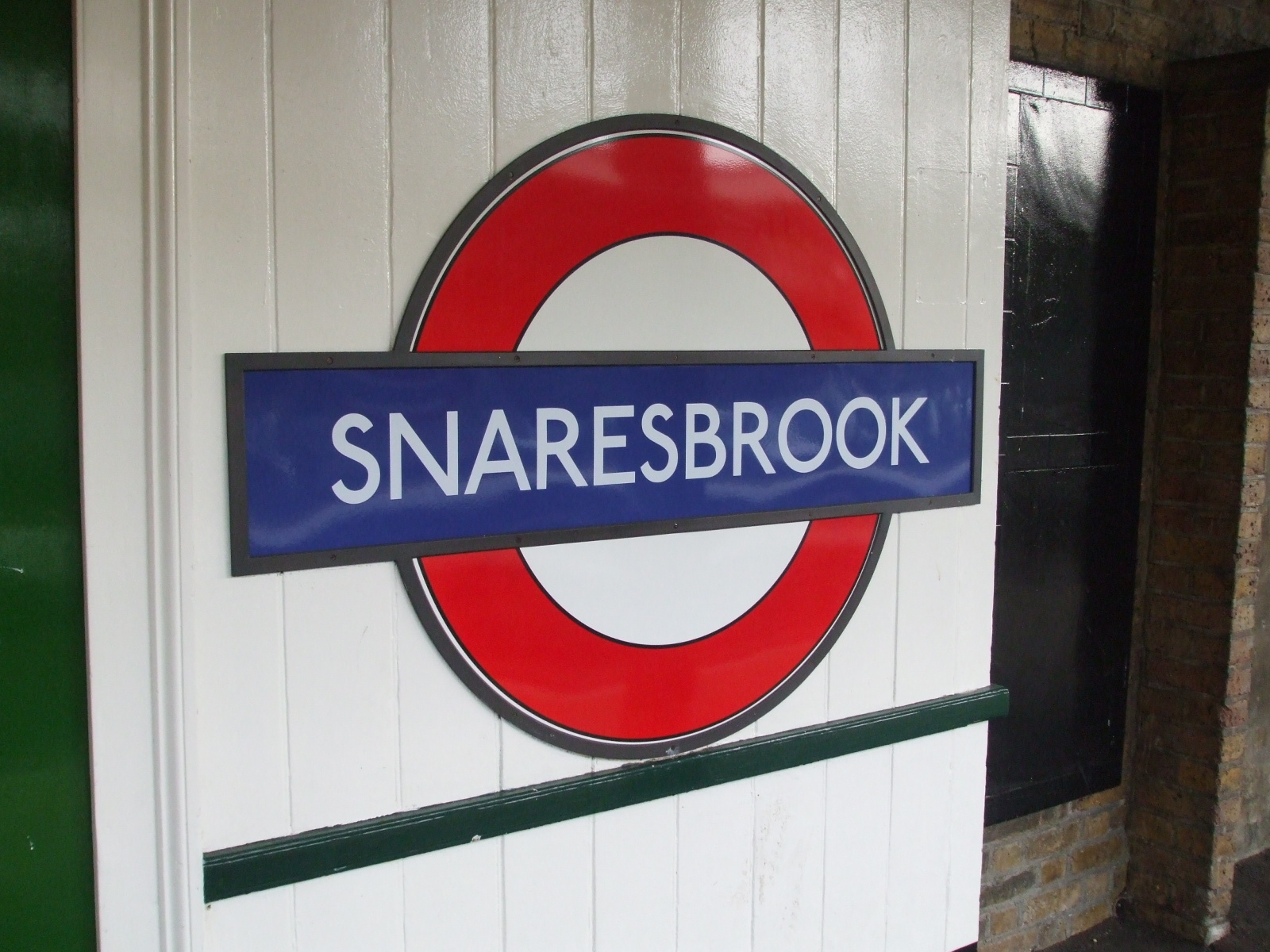
Roundel na plataforma oeste
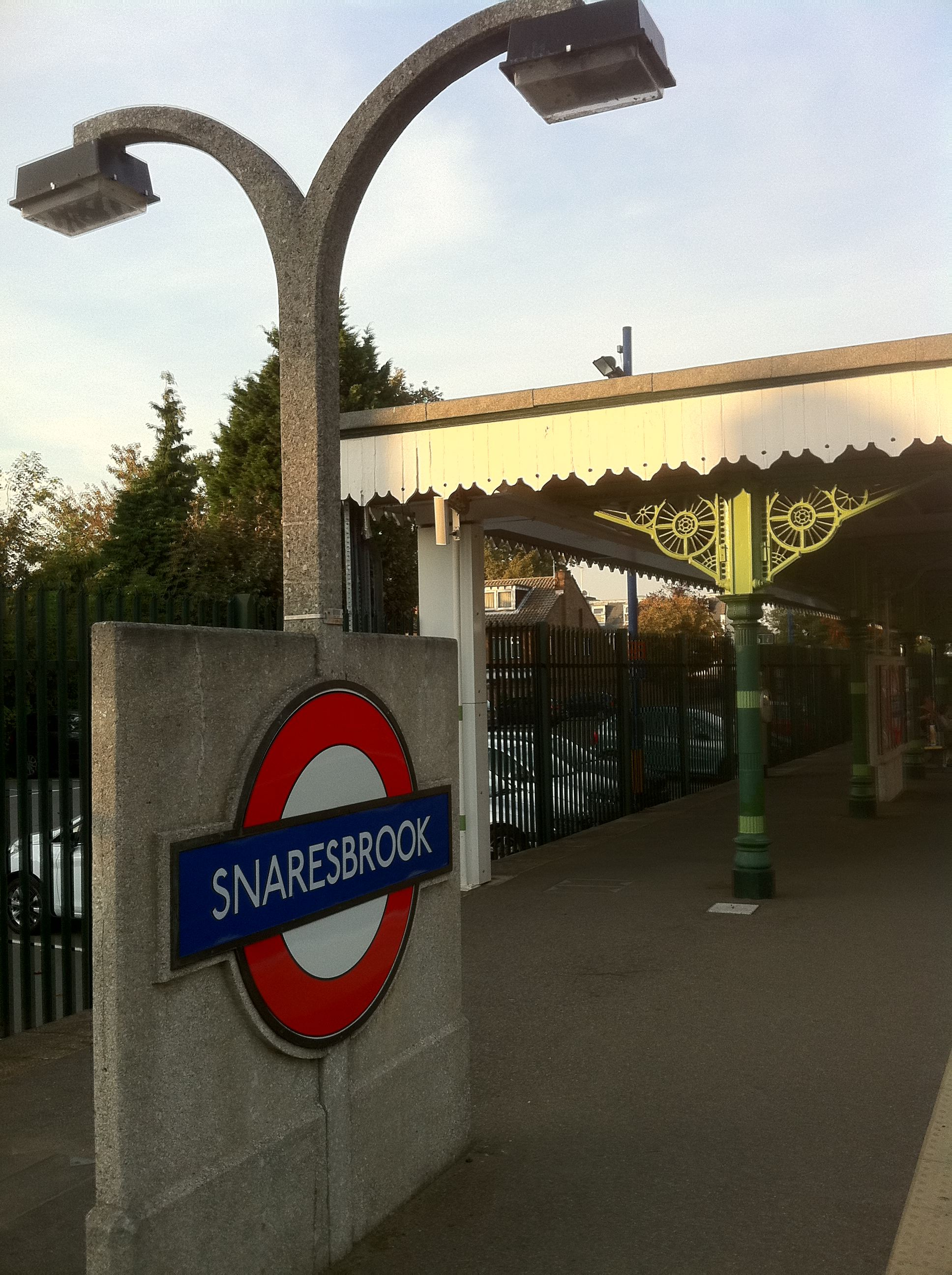
Roundel de concreto na plataforma leste